# Föderalismusreform
Die Föderalismusreform, seit Verwirklichung der Föderalismusreform II auch als Föderalismusreform I bezeichnet, ist eine Änderung des Grundgesetzes für die Bundesrepublik Deutschland, die die Beziehungen zwischen Bund und Ländern betrifft. Sie wurde im Juni und Juli 2006 vom Deutschen Bundestag und vom Bundesrat mit der notwendigen Zweidrittelmehrheit beschlossen und trat am 1. September 2006 in Kraft.

## Föderalismuskommission
Aufgrund der langwierigen Entscheidungsprozesse in der deutschen Gesetzgebung, der zunehmenden Zentralisierung von Kompetenzen beim Bund und der daraus folgenden Ballung von Zustimmungsgesetzen im Bundesrat – die auch dazu führten, dass die jeweilige Opposition den Bundesrat zur parteipolitisch motivierten Blockade von Gesetzentwürfen der Bundesregierung nutzte – und der mangelnden Transparenz demokratischer Entscheidungsprozesse und Verantwortlichkeiten einigten sich der Deutsche Bundestag und der Bundesrat am 16. bzw. 17. Oktober 2003, eine „Kommission von Bundestag und Bundesrat zur Modernisierung der bundesstaatlichen Ordnung“ einzusetzen.
Die Regierungschefs der Länder hatten bereits im Dezember 1998 beschlossen, die bundesstaatliche Ordnung (Aufgaben-, Ausgaben- und Einnahmenverteilung) einer kritischen Überprüfung zu unterziehen. Die Federführung lag bei Bayern und Bremen. Dieses Vorhaben wurde aber zunächst zurückgestellt, weil ein Urteil des Bundesverfassungsgerichts von 1999 über eine Reform des Länderfinanzausgleichs umgesetzt werden musste. Die Verhandlungen darüber zogen sich hin bis zum Juni 2001. Die finanzstarken Länder stellten ihre Kritik am bestehenden Länderfinanzausgleich zurück zugunsten einer Lösung, die der traditionellen bundesstaatlichen Solidarität mit den finanzschwachen Ländern verpflichtet blieb, insbesondere aber den ostdeutschen Ländern eine Verlängerung der Solidarpaktmittel zugestand. Zum Ausgleich forderten sie aber eine Föderalismusreform, die die Stellung der Länder stärken sollte. Auf einer Ministerpräsidentenkonferenz im Oktober 2001 beschlossen sie, Verhandlungen mit dem Bund darüber aufzunehmen; im Dezember 2001 einigten sich Bund und Länder, diese sofort zu beginnen und sie bis 2003 abzuschließen.
Leitlinien der Länder für die Verhandlungen mit dem Bund wurden am 27. März 2003 verabschiedet. Parallel verfassten die Landesparlamente ein „Bekenntnis zum Föderalismus und zur Subsidiarität – Landesparlamente stärken“. Schließlich wurde am 9. April 2003 eine Position des Bundes verabschiedet. Eine Regierungskommission von Bund und Ländern sollte auf diesen Grundlagen Gesetzesentwürfe erarbeiten. Am 18. Juni 2003 schlug aber Franz Müntefering, Vorsitzender der SPD-Bundestagsfraktion, dem Bundestag vor, eine Verfassungskommission von Bundestag und Bundesrat einzurichten und im Herbst des Jahres eine umfassende Debatte zur Modernisierung der bundesstaatlichen Ordnung mit dem Bundesrat zu beginnen. Am 16. Oktober 2003 beschloss der Bundestag auf Antrag der Fraktionen der SPD, der CDU/CSU, des Bündnisses 90/Die Grünen und der FDP die Einsetzung einer gemeinsamen Kommission von Bundestag und Bundesrat zur Modernisierung der bundesstaatlichen Ordnung.
Unter dem Vorsitz von Edmund Stoiber (CSU) und Franz Müntefering sollten die Mitglieder Vorschläge erarbeiten, wie die Handlungs- und Entscheidungsfähigkeit von Bund und Ländern verbessert, die politischen Verantwortlichkeiten sinnvoll geordnet und die Effizienz der Aufgabenerfüllung gesteigert werden könne.
Die Föderalismuskommission scheiterte am 17. Dezember 2004 an der Neuordnung der Kompetenzen in der Bildungspolitik, ihr bis dahin erreichter Verhandlungsstand bildete aber die Grundlage für die weitere Entwicklung.
Der damalige Bundeskanzler Gerhard Schröder sowie Joschka Fischer, Edmund Stoiber und Angela Merkel vereinbarten auf dem „Jobgipfel“ am 17. März 2005 die Wiederaufnahme der Arbeit an der Reform, auf Grund des außerplanmäßigen Wahlkampfes zur Bundestagswahl 2005 wurde dies aber nicht mehr weiter verfolgt.

## Neuer Anlauf in der Großen Koalition von 2005
In den Verhandlungen zur Bildung einer Großen Koalition im Herbst 2005 von damals historischem Ausmaß (zuletzt hatte es solch ein Regierungsbündnis 1969 gegeben) einigten sich CDU/CSU und SPD darauf, „auf der Grundlage der Vorarbeiten in der Föderalismuskommission“ zügig eine Modernisierung der bundesstaatlichen Ordnung in Deutschland zu beschließen. Der Koalitionsvertrag enthielt eine Anlage, die – unter fast vollständiger Übernahme eines von Müntefering und Stoiber im Rahmen der Föderalismuskommission erarbeiteten Papiers – bereits einen detaillierten Vorschlag für die Grundgesetzänderungen enthielt.
Nach abschließenden Beratungen im Bundeskabinett, in den Koalitionsfraktionen und der Ministerpräsidentenkonferenz am 6. März traten am 10. März 2006 die Gesetzentwürfe der Großen Koalition in die parlamentarische Debatte ein und wurden gleichzeitig in Bundestag und Bundesrat beraten.
Die beiden Gesetzentwürfe, der „Entwurf eines Gesetzes zur Änderung des Grundgesetzes“ und der „Entwurf eines Föderalismusreform-Begleitgesetzes“, betrafen die Verteilung der Gesetzgebungskompetenzen auf Bund und Länder sowie die Zuständigkeiten und Mitwirkungsrechte der Länder bei der Gesetzgebung des Bundes.
Besonders die Vorschläge in den Bereichen Umwelt- und Bildungspolitik sind bei Fachpolitikern auf Kritik gestoßen; ebenso gab es generelle Vorbehalte gegen die Reform, die damit begründet wurden, dass sie den Weg von einem eher kooperativen zu einem konkurrenzorientierten Föderalismus in Deutschland ebnen sollten.
Im Gesetzgebungsverfahren fand eine Anhörung durch den Rechtsausschuss des Bundestages statt. Dabei wurde von Experten teilweise Kritik geäußert zu den o. g. Bereichen. Darüber hinaus wurde die Verlagerung der Gesetzgebungskompetenz für Strafvollzug, Notariat, Beamtenbesoldung und das Heimrecht kritisch betrachtet. Im Bereich der Bildungspolitik gab es daher Änderungen und die Gesetzgebungskompetenz für das Notariat wurde nicht auf die Länder verlagert.
Nach der Anhörung im Rechtsausschuss beschloss der Bundestag am 30. Juni 2006 mit 428 Ja-Stimmen gegen 162 Nein-Stimmen und 3 Enthaltungen das Gesetz zur Änderung des Grundgesetzes und das Föderalismusreform-Begleitgesetz. Damit haben mindestens 20 Abgeordnete der Regierungskoalition, hauptsächlich aus der SPD-Fraktion, der Verfassungsänderung ihre Zustimmung verweigert. Am 7. Juli stimmte auch der Bundesrat der Reform mit 62 von 69 Stimmen zu. Mecklenburg-Vorpommern lehnte das Gesetzespaket ab und Schleswig-Holstein enthielt sich der Stimme. Die Föderalismusreform wurde durch den Bundespräsidenten am 28. August 2006 ausgefertigt, am 31. August 2006 im Bundesgesetzblatt verkündet und trat einen Tag darauf, also am 1. September 2006, in Kraft.
Die Neuregelung der Finanzbeziehungen zwischen Bund und Ländern sollte erst in einem zweiten Schritt den veränderten Rahmenbedingungen inner- und außerhalb Deutschlands angepasst werden; hierzu erging im Dezember 2006 ein Beschluss des Bundestages.

## Kernpunkte der Föderalismusreform

### Gesetzgebungskompetenz
Die Verteilung der Zuständigkeiten im deutschen kooperativen Föderalismus ist administrativ, nicht dual geregelt: Die meisten Politikbereiche unterliegen einer konkurrierenden Gesetzgebung von Bund und Ländern. Bis dahin hieß das, der Bund gestaltete die Rahmenbedingungen, die Länder ergänzten sie mit eigenen Gesetzen; vor allem aber sind sie Träger der staatlichen Verwaltung. Die Schwierigkeit besteht bei einem solchen Staatsaufbau darin, die Detailtiefe der zentralen Entscheidungen so zu begrenzen, dass auf der Ebene der Gliedstaaten, also der Länder, genügend Spielraum für eigene Entscheidungen und Gesetze besteht. Eine solche Verteilung muss deshalb unter sich ändernden Verhältnissen immer wieder neu austariert werden.
Überlagert wird die rechtliche Kompetenzverteilung von der Frage der Finanzverteilung, die für die faktische Ausfüllung der Kompetenzen entscheidend ist.
Vor diesem Hintergrund wurde die Zustimmungspflichtigkeit von Bundesgesetzen immer mehr ausgeweitet. Die wachsende Kritik am deutschen Föderalismus richtete sich auf Unitarisierung, Politikverflechtung und den sog. Beteiligungs-Föderalismus der Exekutiven auf Kosten der Parlamente.
Um die zunehmende Verflechtung von Bund und Ländern wieder zu bereinigen, wurde einmal die Rahmengesetzgebung des Bundes (früher Art. 75 GG a.F.) abgeschafft. Ihre Materien gehören nun entweder der ausschließlichen oder konkurrierenden Gesetzgebung des Bundes an oder sie sind von den Ländern zu regeln.
Außerdem wurde die Zustimmungspflicht deutlich eingeschränkt. Sie war in Art. 84 Abs. 1 GG a.F. geregelt, wonach die Zustimmung des Bundesrates erforderlich wurde, wenn im Bundesgesetz auch Regelungen zum Verwaltungsverfahren enthalten waren. Künftig entfällt diese Zustimmungserfordernis; die Länder können dann aber abweichende Verfahrensregelungen treffen. Wenn der Bund solche abweichende Landesgesetzgebung ausnahmsweise ausschließen will, bedarf es dazu der Zustimmung des Bundesrates.
Ein wesentlicher Punkt ist die Abschaffung des Durchgriffs des Bundes auf die Kommunen durch die Reform des Art. 84 Abs. 1 Satz 7 GG: Der Bund darf seit 2006 den Gemeinden nicht länger Aufgaben übertragen; Aufgaben sind hier als Kosten verursachende Pflichten zu verstehen. Unter dem Motto „Wer bestellt, bezahlt“ hatten die Gemeinden dies schon lange zu ihrer Forderung gemacht. Jetzt dürfen Aufgaben an die Kommunen nur noch nach Maßgabe der jeweiligen Landesverfassung durch Landesgesetze erfolgen.
Das Gesetzgebungsverfahren soll beschleunigt und transparenter werden.
Dazu soll die Zahl der zustimmungspflichtigen Gesetze von derzeit rund 60 % auf etwa 35 % bis 40 % sinken. Der Bundestag ist damit weniger oft auf die Zustimmung des Bundesrates angewiesen und Blockaden von Gesetzesinitiativen der Regierung durch die Opposition sollen erschwert werden. Der Bundesrat muss aber weiterhin Gesetzen zustimmen, die erhebliche Kosten in den Ländern verursachen.
Im Gegenzug für diesen Verzicht der Länder auf Mitwirkung im nationalen Gesetzgebungsverfahren sollen sie künftig die ausschließliche Gesetzgebungskompetenz für das Dienst-, Besoldungs- und Versorgungsrecht der Landes- und Kommunalbeamten, das Strafvollzugsrecht – allerdings ohne das rechtsdogmatisch zugehörige materielle Strafrecht –, das Heimrecht ohne das zugehörige Gesundheitsrecht, das Ladenschluss- und Gaststättenrecht, das Versammlungsrecht und das Presserecht erhalten.
Zusätzlich bekommen die Länder im Bereich des Umwelt- und Bildungsrechts ein so genanntes „Abweichungsrecht“, durch das sie von Bundesregelungen abweichende, eigene Gesetze beschließen können. Die ursprünglich geplante Übertragung der Gesetzgebungskompetenz für das Notariat (ohne das Beurkundungsverfahren) wurde wegen der einhelligen Bedenken der im Gesetzgebungsverfahren angehörten Sachverständigen wieder fallengelassen.
Der Bund soll künftig alleine für das Melde- und Ausweiswesen, die Kernenergie, das Waffen- und Sprengstoffrecht, das Kriegsfolgenrecht, das Notarrecht sowie den „Schutz deutschen Kulturgutes gegen Abwanderung ins Ausland“ zuständig sein.

### Bildungspolitik
Die Bildungspolitik ist weitgehend Ländersache. Beim Bund verbleiben lediglich die Kompetenzen zur Regelung der Hochschulzulassung und der Hochschulabschlüsse – von der die Länder abweichen können – sowie jene für den betrieblichen Teil der beruflichen Bildung im dualen System. Die bisherige Gemeinschaftsaufgabe Hochschulbau geht ebenso in die Autonomie der Länder über wie die Gemeinschaftsaufgabe Bildungsplanung. Damit zieht sich der Bund aus der Finanzierung des Hochschulbaus und aus den direkten Finanzhilfen im Schulbereich zurück. Die diesbezüglichen Bestimmungen werden häufig mit dem Schlagwort „Kooperationsverbot“ belegt.

### Beamtenrecht
Die Rahmenkompetenz des Bundes wird abgeschafft. Mit der Anfügung der Nr. 27 an den Art. 74 Abs. 1 GG werden Bestandteile aus der bisherigen Rahmengesetzgebungskompetenz in die konkurrierende Gesetzgebungskompetenz überführt. Der Bund hat nun die Gesetzgebungskompetenz für grundlegende Statusangelegenheiten, ist jedoch in Bezug auf die Landesbeamten beschränkt auf den Bereich der Statusrechte und -pflichten. Mit der Auflösung des Art. 74a GG a.F. fällt die bisher konkurrierende Gesetzgebungskompetenz zur Regelung von Besoldung, Versorgung und Dienstrecht der Landesbeamten in die ausschließliche Gesetzgebungskompetenz der Länder. Die Bundesregierung hat am 12. Januar 2007 einen Entwurf eines Beamtenstatusgesetzes beschlossen und zur Verabschiedung dem Bundestag und -rat zugeleitet.
Aufgrund des Gesetzes zur Änderung des Grundgesetzes (GG) vom 28. August 2006 (BGBl. I S. 2034) ist die Rahmenkompetenz des Bundes zum Erlass des Beamtenrechtsrahmengesetzes (BRRG) entfallen. Die Länder waren bisher aufgrund der Rahmenkompetenz des Bundes nach Art. 75 Abs. 1 Satz 1 Nr. 1 GG a.F. verpflichtet, ihre Landesbeamtengesetze an den Vorgaben des BRRG auszurichten.
An die Stelle der bisherigen Rahmengesetzgebung für die allgemeinen Rechtsverhältnisse der Landes- und Kommunalbediensteten tritt eine konkurrierende Gesetzgebungsbefugnis des Bundes. Nach Art. 74 Abs. 1 Nr. 27 GG hat der Bund nunmehr die Kompetenz zur Regelung der Statusrechte und -pflichten der Angehörigen des öffentlichen Dienstes der Länder, Gemeinden und anderen Körperschaften des öffentlichen Rechts, die in einem Dienst- und Treueverhältnis stehen, mit Ausnahme der Laufbahnen, Besoldung und Versorgung. Die hiernach zu erlassenden Gesetze bedürfen der Zustimmung des Bundesrates.
Der Gesetzentwurf der Bundesregierung vom 12. Januar 2007 nutzt die Kompetenz des Bundes und regelt einheitlich das Statusrecht für Landesbeamte und Kommunalbeamte. Zielrichtung des Gesetzes ist die Festlegung der beamtenrechtlichen Grundstrukturen zur Gewährleistung der erforderlichen Einheitlichkeit des Dienstrechts insbesondere zur Sicherstellung von Mobilität der Beamten bei Dienstherrnwechsel. Mit dem Beamtenstatusgesetz werden die Voraussetzungen für ein modernes und einheitliches Personalmanagement in der öffentlichen Verwaltung angestrebt durch klare Strukturen und den Abbau von bürokratischen Hemmnissen. Durch Art. 33 Abs. 5 GG wird die im Bundesstaat notwendige Einheitlichkeit des öffentlichen Dienstes gewährleistet.
Recht, das als Bundesrecht erlassen worden ist, aber wegen der Aufhebung des Art. 75 GG a.F. nicht mehr als Bundesrecht erlassen werden könnte, gilt nach Art. 125a GG als Bundesrecht fort. Ausgehend von der neuen konkurrierenden Gesetzgebungskompetenz ersetzt der Gesetzentwurf das nach Art. 75 GG a.F. erlassene BRRG. Daher wird das Beamtenrechtsrahmengesetz mit dem Inkrafttreten des Beamtenstatusgesetzes weitgehend aufgehoben. Kapitel II und § 135 BRRG bleiben zunächst bestehen. Diese Vorschriften betreffen die einheitlich und unmittelbar geltenden Vorschriften des BRRG, die für die Länder bereits weitgehend, aber noch nicht vollständig im Beamtenstatusgesetz enthalten sind und für den Bund bis zur Novellierung des Bundesbeamtengesetzes bzw. für die Länder bis zum Erlass eigener Vorschriften weitergelten.
Dies gilt auch für § 135 BRRG für die öffentlich-rechtlichen Religionsgesellschaften, da eine entsprechende Regelung nicht mehr im Beamtenstatusgesetz enthalten ist.
Vorgesehen sind eine Vereinheitlichung und Modernisierung der statusrechtlichen Grundstrukturen, um die Mobilität insbesondere bei Dienstherrnwechsel zu gewährleisten. Dazu gehören:
- Wesen, Voraussetzungen, Rechtsform der Begründung, Arten, Dauer sowie Nichtigkeits- und Rücknahmegründe des Beamtenverhältnisses,
- Abordnungen und Versetzungen der Beamtinnen und Beamten zwischen den Ländern und zwischen dem Bund und den Ländern, Zuweisung einer Tätigkeit bei anderen Einrichtungen und länderübergreifende Umbildung von Körperschaften,
- Voraussetzungen und Formen der Beendigung des Beamtenverhältnisses,
- statusprägende Pflichten der Beamten und Folgen der Nichterfüllung,
- wesentliche Rechte der Beamten,
- Bestimmung der Dienstherrnfähigkeit,
- Spannungs- und Verteidigungsfall und
- Verwendungen im Ausland.

Zur Berücksichtigung ihrer regionalen Besonderheiten werden den Ländern Gestaltungsspielräume eingeräumt.

### Inneres
Als Hauptstadt der Bundesrepublik Deutschland wird in Art. 22 GG Berlin im Grundgesetz benannt. Damit ist das erste Mal in der Geschichte der Bundesrepublik eine Stadt verfassungsrechtlich als Hauptstadt bestimmt, was bisher nur einfachgesetzlich geschah. Die Repräsentation des Gesamtstaates in der Hauptstadt ist Aufgabe des Bundes.
Die Länder treten in Fällen, in denen eine länderübergreifende Gefahr vorliegt, Zuständigkeiten an das Bundeskriminalamt ab. Die Abwehr von terroristischen Gefahren fällt damit ausschließlich in den Zuständigkeitsbereich des Bundes. Die Länder erhalten dafür mehr Kompetenzen im Katastrophenschutz.
Weiterhin werden die Haushalte der Kommunen durch Einfügen des Art. 85 Abs. 1 Satz 2 GG geschützt. Künftig dürfen den Gemeinden und Gemeindeverbänden per Bundesgesetz keine Aufgaben übertragen werden.

### Umweltrecht
Im Bereich Umweltrecht wird für die Gebiete des Umweltrechts, die zuvor Rahmengesetzgebung waren, eine materielle Abweichungsgesetzgebung (Art. 72 Abs. 3 GG) eingeführt. Das bedeutet, dass die Länder durch ein Landesgesetz auf bestimmte, genau definierte Teile von Bundesgesetzen „zugreifen“ können. Die Regel „Bundesrecht bricht Landesrecht“ gilt in diesen Fällen nicht mehr, sondern für die Landesgesetze gilt ein Anwendungsvorrang. Das betreffende Bundesgesetz bleibt weiter in Kraft und gilt in denjenigen Ländern weiterhin, die nicht willens oder nicht in der Lage sind, Abweichungsgesetze auch tatsächlich zu erlassen. Abzuwarten bleibt, ob sich eine Rechtszersplitterung einstellen wird. Durch die Abweichungsgesetzgebung ergibt sich die Chance, Bundeskompetenzen zu erhalten bzw. auszubauen, ohne unbedingt ein Zustimmungserfordernis des Bundesrates zu haben, da die Länder im betreffenden Bereich eigene Kompetenzen haben. In der Bundesstaatskommission war die Einführung eines materiellen Zugriffsrechts zunächst auch für andere Politikfelder diskutiert worden, die ehemaligen Bereiche der Rahmengesetzgebung in der Umwelt- und der Bildungspolitik könnten im Falle von positiven Erfahrungen eine Türöffner-Funktion haben.
Im Umweltrecht hatte die Bundesregierung in der Bundesstaatskommission massiv die Einführung eines Bundesumweltgesetzbuches (UGB) und dazu eine Querschnittskompetenz „Umweltschutz“ in der konkurrierenden Gesetzgebung gefordert. Die Länder wollten möglichst viele eigene Kompetenzen behalten; es ging dann im Wesentlichen darum, einzelne Kompetenzbereiche im Umweltrecht zwischen Bund und Ländern aufzuteilen. Eine Lösung bot sich durch das oben erwähnte materielle Abweichungsrecht an, allerdings war auch die Breite der jeweiligen Bereiche, in denen Abweichungen möglich sein sollten, umstritten. Nun sind einzelne Bereiche des Umweltrechts der Abweichungsgesetzgebung („konkurrierende Gesetzgebung mit Abweichungsrecht der Länder“) zugeordnet, andere hingegen der konkurrierenden Gesetzgebung.
Der Bund hat damit überall die konkurrierende Gesetzgebung (auch in den Bereichen Naturschutz, Wasserhaushalt, Boden, in denen er vorher nur die Rahmengesetzgebung hatte); je nach Materie ist diese konkurrierende Gesetzgebungskompetenz mit einem Abweichungsrecht der Länder ausgestattet. Das ermöglicht, dass der Bund alle EU-Richtlinien im Umweltbereich umsetzt – vorher waren im Bereich des Rahmenrechts die Länder für die Umsetzung zuständig, was zu Verzögerungen führen konnte. Im Umweltbereich kommen schätzungsweise 80 % der Regelungen von der EU, das heißt dieses Umsetzungsrecht des Bundes ist gewichtig. Je nachdem, ob die Materie mit materiellem Abweichungsrecht ausgestattet ist, können die Länder dann vom Bundesrecht abweichen. Allerdings sind auch sie an das EU-Recht gebunden, so dass im Grunde das gesamte von der EU initiierte Umweltrecht zu den „abweichungsfesten Kernen“ zu zählen ist.
Außerdem ermöglicht die Neuregelung auch die Schaffung eines Umweltgesetzbuchs (UGB). Anläufe in Richtung UGB waren in den 1990er Jahren ohne Ergebnis beendet worden. Nach der neueren Rechtsprechung des Bundesverfassungsgerichts zur Erforderlichkeitsklausel des Art. 72 Abs. 2 GG hätte der Bund in den Bereichen der Rahmengesetzgebung heutigentags jedenfalls keine Kompetenz mehr gehabt, ein UGB zu schaffen. Die Neuregelungen der Föderalismus-Reform erlauben dies nun, weil die gesamte Umweltmaterie zur konkurrierenden Gesetzgebung des Bundes gehört.

### Strafvollzug
Nach der ursprünglichen Regelung des Grundgesetzes (Art. 74 Abs. 1 Nr. 1 GG a.F.) gehörte der Strafvollzug (wie auch das Strafrecht) zur konkurrierenden Gesetzgebung. Da der Bund mit dem Erlass des Strafvollzugsgesetzes sein Gesetzgebungsrecht wahrgenommen hat, hatten die Länder auf diesem Gebiet keinerlei Möglichkeit der Gesetzgebung. Dies hat sich mit der Föderalismusreform grundlegend geändert, da die Länder nunmehr für die Strafvollzugsgesetzgebung allein zuständig sind. Das bedeutet zum einen, dass die Länder eigene Strafvollzugsgesetze schaffen können. Solange sie dies nicht tun, bleibt das bisherige (Bundes-)Strafvollzugsgesetz in Geltung, sodass für das einzelne Bundesland in dieser Frage kein Zeitdruck besteht. Dies ergibt sich aus Art. 125a GG, in dem es heißt: „Recht, das als Bundesrecht erlassen worden ist, aber wegen der Änderung des Artikels 74 Abs. 1 […] nicht mehr als Bundesrecht erlassen werden könnte, gilt als Bundesrecht fort. Es kann durch Landesrecht ersetzt werden.“
Die Föderalismusreform hat im Strafvollzug zu beträchtlicher juristischer Komplexität/Verwirrung geführt, die wohl noch längere Zeit anhalten wird. Dies ist paradox, weil eine solche totale Verlagerung des Vollzuges auf die Länder inhaltlich nur schwer zu begründen ist. Dies hat sich in der Breite des Widerstandes gegen diese Neuordnung gezeigt: Alle wesentlichen Organisationen der deutschen Strafrechtspraktiker (vom Deutschen Richterbund über die Deutsche Vereinigung für Jugendgerichte und Jugendgerichtshilfen e. V. bis zur Bundesvereinigung der Anstaltsleiter und Anstaltsleiterinnen im Justizvollzug e. V.) hat sich dagegen ausgesprochen, ebenso wie eine große Zahl der Hochschullehrer im Strafrecht.

### Europa
Mit der Regelung über die Mitwirkung der Länder in Angelegenheiten der Europäischen Union durch Art. 23 GG a.F. Anfang der 1990er Jahre hatten sich die bestehenden Verflechtungsstrukturen verdoppelt; wie in der Gesetzgebung zwischen Bund und Ländern schon lange praktiziert, wurde die Logik „Kompetenzabgabe gegen Mitwirkungsrechte“ angewandt.
Die europäische Integration tangiert das föderale System auch insofern, als es inzwischen kaum einen Politikbereich gibt, in dem nicht alle drei Ebenen des europäischen Mehrebenensystems, also die Europäische Union, der Bund und die Länder, Kompetenzen irgendwelcher Art innehaben, was eine allein das deutsche System berücksichtigende „Entflechtung“ erschwert.
In Sachen Mitwirkung der Länder in Europaangelegenheiten forderte die Bundesseite in der Bundesstaatskommission im Sinne klarerer und effizienterer Verhandlungsführung in Brüssel ein Alleinvertretungsrecht des Bundes und die Streichung der Möglichkeiten der Länder, nach Art. 23 GG auf die nationale Europapolitik je nach Grad ihrer Betroffenheit Einfluss zu nehmen. Die Länder beharrten dagegen auf ihren bestehenden Rechten und verwiesen darauf, dies sei der einzige Bereich seit 1949, in dem die Position der Länder gestärkt worden sei.
Der gefundene Kompromiss zielt darauf ab, die Verhandlungsposition Deutschlands durch bessere Zusammenarbeit der Ebenen (und auch der Akteure innerhalb der Ebenen untereinander) zu verbessern. Die Verdoppelung der Struktur der Politikverflechtung (gemäß der Formel: Kompetenzabtretung gegen Mitwirkung) wird dadurch allerdings nicht gebrochen. Die einzige Einschränkung der Länderrechte besteht darin, dass die Rechte der Länder nach Art. 23 Abs. 6 GG (also das Recht, das gesamtdeutsche Interesse in Bereichen ausschließlicher Gesetzgebungskompetenzen der Länder in Brüssel durch einen Landesvertreter einzubringen) auf einige wenige Politikfelder beschränkt wurden (Rundfunk zum Beispiel).

### Finanzen
Die gemeinsame Verpflichtung von Bund und Ländern zur Haushaltsdisziplin und die Aufteilung von Sanktionen, die ggf. aufgrund von Art. 126 Abs. 11 AEUV (ehemals Art. 104 EGV) über Deutschland verhängt würden, wird festgelegt. In Fällen, in denen die Europäische Union Sanktionszahlungen gegen Deutschland verhängt, weil es gegen den Stabilitätspakt oder die Umsetzung von EU-Richtlinien verstoßen hat oder vom Europäischen Gerichtshof für Menschenrechte verurteilt wurde, trägt der Bund 65 %, die Bundesländer 35 % der Strafe. Unter den Bundesländern werden ggf. 35 % nach Einwohnern und 65 % nach Verursachung verteilt (Art. 109 Abs. 5 GG).
Eine Reform der Finanzverfassung wurde in diesem ersten Teil der Föderalismusreform weitgehend ausgeklammert und soll erst in einem zweiten Schritt noch in dieser 16. Legislaturperiode angegangen werden. Insbesondere der Länderfinanzausgleich, der erst 2001 reformiert worden war, sollte nicht zum Gegenstand von Reformen gemacht werden. Auch ist der Solidarpakt II grundgesetzlich bekräftigt worden. Die Reformen beschränken sich deshalb im Wesentlichen auf Mischfinanzierungstatbestände, die eingeschränkt wurden, um auch im Bereich der Finanzen zu einer Entflechtung der Kompetenzen von Bund und Ländern beizutragen.
Im Bereich der Gemeinschaftsaufgaben wurde die gemeinsame Bildungsplanung abgeschafft und durch eine neue Gemeinschaftsaufgabe zur Feststellung der Leistungsfähigkeit des Bildungswesens im internationalen Vergleich inklusive Berichterstattung ersetzt (Art. 91b GG a.F.).
Die Gemeinschaftsaufgabe Hochschulbau wurde ebenfalls beendet, geregelt im Hochschulbauförderungsgesetz (HBFG). An Hochschulen dürfen Bund und Länder jedoch künftig zusammenwirken bei Vorhaben der Wissenschaft und Forschung sowie bei Forschungsbauten einschließlich Großgeräten (Art. 91b GG).
Die Gemeinschaftsaufgabe Forschungsförderung ist insgesamt neu gefasst worden, wobei Bund und Länder auch nach wie vor eine gemeinsame Förderkompetenz bei der außeruniversitären wissenschaftlichen Forschung besitzen (Art. 91b GG).
Neu geregelt worden sind auch die Bundesfinanzhilfen der Mischfinanzierung. Die bisherige, seit der Finanzreform von 1969 geltende Regelung (Art. 104a Abs. 4 GG a.F.), der zufolge der Bund den Ländern für „besonders bedeutsame Investitionen der Länder und der Gemeinden“ zugunsten gesamtwirtschaftlicher oder wachstumspolitischer Ziele Finanzhilfen gewähren konnte, ist zwar – fast – wortgleich in den neuen Art. 104b GG übergegangen. Ein entscheidender Unterschied wurde aber eingeführt: Der Bund darf nur noch dort fördern, wo er Gesetzgebungsbefugnisse hat – alle Gegenstände und Maßnahmen, die in die Kompetenz der Länder fallen, sind nicht mehr förderungsfähig. Diese Revision wurde in der zweiten Stufe der Föderalismusreform wieder teilweise rückgängig gemacht, da sie die konjunkturpolitisch erwünschten Maßnahmen des Bundes in der Weltwirtschaftskrise sehr erschwerten. Zudem gibt es Förderungen nur noch befristet und degressiv ausgestaltet. Als gemischt finanziertes Investitionsfeld ist der Bereich der städtebaulichen Erneuerung und Entwicklung (Städtebauförderung – StBauF) geblieben, dem auch weiterhin dauerhaft jeweils im Haushaltsplan festzulegende Finanzhilfen des Bundes zur Verfügung gestellt werden können. Die bisherigen Aufgabengebiete der Gemeindeverkehrsfinanzierung (teilweise) und der Wohnungsbauförderung sind auf die Länder übertragen worden. Dies allerdings mit der Maßgabe, dass der damit verbundene Ausfall der bisherigen Bundesfinanzhilfen den Ländern bis 2019, im Gegensatz zur Städtebauförderung also befristet, ausgeglichen werden (Kompensationsklausel des (neuen) Art. 143c GG). Sie müssen über den gesamten Zeitraum investiv verausgabt werden; ab 2014 entfällt aber die Zweckbindung und die Verwendung geht – nach einer Überprüfung – in die Haushaltsautonomie der Länder über. Ziel war, damit die vertikale Verflechtung zwischen den „Fachbruderschaften“ zu mindern und die Autonomie der Länder zu stärken.

## Kritik
Vertreter der zentralen Bundeskompetenz befürchten einerseits das Ende des Solidaritätsprinzips in der föderalen Ordnung der Bundesrepublik. Durch die Abgabe von Bundeskompetenzen in die Hand der Länder werde es zu Konkurrenzen kommen, die die finanziell starken Länder einseitig bevorzugen.
Durch den weitgehenden Rückzug des Bundes aus der Bildungspolitik (70 % der Kosten für den Hochschulbau sollen in Zukunft die Länder tragen) und seiner Abkehr von einheitlicher Beamtenbesoldung und einheitlichem Ladenschluss entledige sich der Bund seiner sozialen Verpflichtungen und Hoheitsbefugnisse und zwinge so die Länder in einen Wettbewerb um die niedrigsten Kosten, unter anderem zu Lasten von Studenten, Forschungseinrichtungen und Beamten.
Auch im Hinblick auf die Regelungen zum Strafvollzugsrecht und Umweltschutz befürchten Umweltschützer und Bürgerrechtler einen Wettlauf um die jeweils niedrigsten Standards (Race to the bottom). Dies könne auch im Hinblick auf umweltrechtliche Vorgaben der EU zu Problemen führen: Es sei unsinnig, dass zwingende supranationale Vorgaben statt von einer Gesetzgebungsinstanz (Bund) durch 16 Länder-Gesetzgebungsinstanzen umzusetzen seien. Auch sei eine Trennung der Kompetenzen beim materiellen Strafrecht und dem darauf basierenden Strafvollzugsrecht nicht nachvollziehbar.
Ein weiterer Kritikpunkt ist die nur sehr schwache parlamentarische Legitimierung der Kommission von Bundestag und Bundesrat zur Modernisierung der bundesstaatlichen Ordnung bzw. die nur sehr zaghafte parlamentarische und öffentliche Diskussion über die Ergebnisse der Verhandlungen in der Kommission.
Einige Kritiker sagen voraus, dass man durch die komplizierten Regelungen zu Abweichungsrechten der Länder das große Ziel der Reform verfehle, wonach der Bürger wissen solle, wer wofür zuständig ist. Im Vergleich zu früher werde der Bürger künftig noch schwerer herausfinden, ob Bundesgesetz oder Landesgesetz anzuwenden ist.
Da die wichtigsten Gesetzesvorhaben auch weiterhin der Zustimmung des Bundesrats bedürfen, war zudem umstritten, ob der Reformgewinn für den Bund hinsichtlich der Vermeidung von Blockaden von Regierungsvorlagen durch die Opposition im Bundesrat, tatsächlich so groß ist wie behauptet.
Ein weiterer Kritikpunkt ist die Ausklammerung der Reform der Finanzverfassung, die für eine echte Neugestaltung des deutschen Föderalismus grundlegend wäre.
Vertreter des föderalen Prinzips (Subsidiarität) kritisieren, dass der Bund in manchen Bereichen nicht bereit ist, substantielle Kompetenzen an die Länder abzutreten. So sei es kaum verständlich, dass z. B. das Jagdrecht (bisher Bundeskompetenz der Rahmengesetzgebung) in die konkurrierende Gesetzgebung verschoben wurde, statt die Landesgesetzgebung allein dies festlegen zu lassen.
Ein grundsätzlicher Kritikpunkt ist schließlich, dass die bisherige gegenseitige Behinderung von Bund und Ländern auch durch das geänderte Grundgesetz nicht aufgehoben wird:
1. Die Landespolitiker können weiterhin via Bundesrat über Bundesrecht entscheiden, und
2. Die Bundespolitik überlässt den Ländern weiterhin keine ausreichende Gesetzgebungskompetenzen, mit denen diese einerseits echte Gestaltungsfreiheit erhielten und andererseits um beste Lösungen konkurrieren könnten.

## Erste Auswertungen der Föderalismusreform
2009 legte der wissenschaftliche Dienst des Deutschen Bundestages eine Auswertung der staatspraktischen Auswirkungen der Föderalismusreform vor. Er berücksichtigt auch die Antwort der Bundesregierung auf eine entsprechende Anfrage der FDP-Bundestagsfraktion und eine Zusammenstellung der deutschen Landtage, die durch den Landtag von Rheinland-Pfalz initiiert wurde. Er kam zu folgenden Ergebnissen:
- Die Zustimmungsquote war vom 1. September 2006 bis 28. Februar 2009 auf 39 % gesunken im Vergleich zu 53 % im Durchschnitt der früheren Jahre.
- Der Vermittlungsausschuss von Bundestag und Bundesrat wurde in etwa 3,3 % der verkündeten Gesetze angerufen im Vergleich zu 22,9 % in der 15. Wahlperiode. Insofern war eines der wesentlichen Ziele der Reform bis dahin erreicht worden.
- Bund und Länder haben die neuen ausschließlichen Gesetzgebungskompetenzen zu großen Teilen umgesetzt, wobei die neue Abweichungskompetenz der Länder sowie die Möglichkeit des Bundes, ein aufgrund Abweichungskompetenz erlassenes Landesgesetz wiederum seinerseits zu „überschreiben“ (Lex posterior derogat legi priori), nur selten angewendet wurden. Befürchtungen über die Einführung einer „Ping-pong“-Gesetzgebung schienen sich daher nicht zu bestätigen.[4]

## Auswärtige Föderalismusreformen
Die meisten föderalen Staatsgebilde kennen Reformen der Zuweisung von ausschließlichen Zuständigkeiten und der Neuordnung der Anteile an den konkurrierenden Zuständigkeiten. Im Föderalismus in den Vereinigten Staaten werden seit den 1980er Jahren unter dem Begriff New Federalism veränderte Rechtskompetenzen vorgeschlagen – meist mit der Zielrichtung, den Bundesstaaten mehr Kompetenzen zuzuweisen. Demgegenüber sind die Reformen durch die Bündnisverträge im Rahmen der Europäischen Integration darauf gerichtet, den europäischen Institutionen stärkere Kompetenzen zuzuweisen, wobei das Subsidiaritätsprinzip aufgegriffen wird, wie es auch in der deutschen und schweizerischen Föderalismusstruktur angewendet wird.

### Normen und Primärtexte
- Koalitionsvereinbarung: „Gemeinsam für Deutschland – mit Mut und Menschlichkeit. Koalitionsvertrag zwischen CDU, CSU und SPD vom 11. November 2005“, dort ab S. 168: „Ergebnis der Koalitionsarbeitsgruppe zur Föderalismusreform“ (Koalitionsvertrag von CDU/CSU und SPD (Memento vom 25. November 2011 im Internet Archive); PDF; 2,1 MB).
- Stenografische Protokolle und Arbeitspapiere der Bundesstaatskommission (online).
- Winfried Kluth (Hrsg.): Föderalismusreformgesetz. Einführung und Kommentierung. Nomos, Baden-Baden 2007.

### Zur Föderalismusreform allgemein (vor Inkrafttreten)
- Aus Politik und Zeitgeschichte: Föderalismus, Heft 13–14/2005 (PDF).
- Bertelsmann Stiftung: Föderalismusreform in Deutschland. Ein Leitfaden zur aktuellen Diskussion und zur Arbeit der Bundesstaatskommission. 2004 (PDF).
- Eckhard Behrens: Föderalismusreform und Bildungspolitik. PositionLiberal bei www.pro-kopf.de.
- Arthur Benz: Kein Ausweg aus der Politikverflechtung? – Warum die Bundesstaatskommission scheiterte, aber nicht scheitern musste: In: PVS, 46: 2, 2005, S. 204–214.
- Michael Borchard, Udo Margedant (Hrsg.): Föderalismusreform: Vor der Reform ist nach der Reform? Eine erste Bilanz der Arbeit der Bundesstaatskommission. Sankt Augustin 2004 (PDF).
- Michael Borchard, Udo Margedant (Hrsg.): Der deutsche Föderalismus im Reformprozess. In: Zukunftsforum Politik Nr. 69, hrsg. von der Konrad-Adenauer-Stiftung, Sankt Augustin 2006 (PDF).
- Peter Bußjäger, Rudolf Hrbek (Hrsg.): Projekte der Föderalismusreform – Österreich-Konvent und Föderalismuskommission im Vergleich. Schriftenreihe des Instituts für Föderalismus, Band 96, 2005.
- Deutscher Bundestag, Bundesrat, Öffentlichkeitsarbeit (Hrsg.): Zur Sache 1/2005. Dokumentation der Kommission von Bundestag und Bundesrat zur Modernisierung der bundesstaatlichen Ordnung, Berlin, mit einer CD-Rom, auf der alle relevanten Dokumente gespeichert sind. Die Dokumente der Bundesstaatskommission sind online abrufbar.
- Hans-Jörg Dietsche: Die „konkurrierende Gesetzgebung mit Abweichungsrecht für die Länder“ – Zu den verschiedenen Modellen der verfassungsrechtlichen Ausgestaltung eines neuen materiell-rechtlichen Gesetzgebungsinstruments. In: Europäisches Zentrum für Föderalismus-Forschung (Hrsg.): Jahrbuch des Föderalismus 2006. Föderalismus, Subsidiarität und Regionen in Europa. Nomos Verlagsgesellschaft, Baden-Baden 2006, S. 182–199.
- Felix Ekardt, Raphael Weyland: Föderalismusreform und europäisches Verwaltungsrecht, Neue Zeitschrift für Verwaltungsrecht 2006, S. 737–744.
- Annegret Eppler: Föderalismusreform und Europapolitik. In: Aus Politik und Zeitgeschichte, APuZ Heft 50/2006, S. 18–23 (online).
- Annegret Eppler: Föderalismus-Reform in Deutschland: die geplante Kompetenzverteilung in der Umweltpolitik. In: Europäisches Zentrum für Föderalismus-Forschung Tübingen (Hrsg.): Jahrbuch des Föderalismus 2006, S. 200–219.
- Annegret Eppler: Föderalismus-Reform und Europäischer Verfassungsvertrag in Deutschland: Verhandlungspositionen und Kompromissfindung in Fragen der Mitwirkungsrechte der Länder in Europaangelegenheiten. In: Anna Gamper, Peter Bußjäger (Hrsg.): Subsidiarität anwenden: Regionen, Staaten, Europäische Union/La Sussidiarietà Applicata: Regioni, Stati, Unione Europea, Wien, S. 86–108.
- Europäisches Zentrum für Föderalismus-Forschung Tübingen (Hrsg.): Jahrbuch des Föderalismus 2005 (online).
- Europäisches Zentrum für Föderalismus-Forschung (Hrsg.): Jahrbuch des Föderalismus 2006 (online).
- Thomas Fischer: Deutscher Föderalismus vor der Herausforderung einer europäischen Verfassung. In: Aus Politik und Zeitgeschichte, H-B 29-30/2003, S. 3–5 (online).
- Thomas Fischer: Die Kompetenzdebatte in der deutschen Föderalismuskommission. In: Peter Bußjäger, Rudolf Hrbek (Hrsg.): Projekte der Föderalismusreform – Österreich-Konvent und Föderalismuskommission im Vergleich, Wien 2005, S. 40–69.
- Harald Georgii/Sarab Borhanian: Deutscher Bundestag, Wissenschaftlicher Dienst, WD 3 – 37/06, „Zustimmungsgesetze nach der Föderalismusreform, Wie hätte sich der Anteil der Zustimmungsgesetze verändert, wenn die vorgeschlagene Reform bereits 1998 in Kraft gewesen wäre?“ (PDF).
- Martin Große Hüttmann: „Wir müssen aus dem Mischmasch raus“: Die Europafähigkeit des deutschen Föderalismus. In: Frank Decker (Hrsg.): Föderalismus an der Wegscheide? Optionen und Perspektiven einer Reform der bundesstaatlichen Ordnung. Wiesbaden 2004, S. 203–222.
- Martin Große Hüttmann: „Der Terrorismus bedroht das ganze Land“: Die Debatte um eine Reform des deutschen Sicherheitsföderalismus. In: Europäisches Zentrum für Föderalismus-Forschung (Hrsg.): Jahrbuch des Föderalismus 2005. Föderalismus, Subsidiarität und Regionen in Europa. Nomos Verlagsgesellschaft, Baden-Baden 2005, S. 174–186.
- Martin Große Hüttmann: „Der deutsche Föderalismus schläft wie Dornröschen“: Die Bundesstaatsreform der zweiten Großen Koalition und ihre lange Vorgeschichte. In: Petra Zimmermann-Steinhart (Hrsg.): Föderalismus – Devolution – Dezentralisierung: Möglichkeiten und Grenzen regionaler Selbstregierung in Europa, i. E.
- Jens Joachim Hesse: Das Scheitern der Föderalismuskommission – Ist der deutsche Bundesstaat reformierbar?. In: Zeitschrift für Staats- und Europawissenschaften, H. 1, 2005, S. 109–123.
- Rudolf Hrbek: Doppelte Politikverflechtung: Deutscher Föderalismus und die europäische Integration. Die deutschen Länder im EG-Entscheidungsprozess. In: Rudolf Hrbek, Uwe Thaysen (Hrsg.): Die deutschen Länder und die Europäische Gemeinschaft. Baden-Baden 1986, S. 17–36.
- Rudolf Hrbek: Die föderale Ordnung – Anspruch und Wirklichkeit. In: M.-L. Recker, B. Jellonnek, B. Rauls (Hrsg.): Bilanz: 50 Jahre Bundesrepublik Deutschland. St. Ingbert 2001, S. 33–68.
- Rudolf Hrbek, Annegret Eppler: Deutschland vor der Föderalismus-Reform. Eine Dokumentation. Tübingen 2003.
- Rudolf Hrbek, Annegret Eppler: Die unvollendete Föderalismus-Reform. Eine Zwischenbilanz nach dem Scheitern der Kommission zur Modernisierung der bundesstaatlichen Ordnung im Dezember 2004. Tübingen 2005.
- Rudolf Hrbek: Ein neuer Anlauf zur Föderalismus-Reform: Das Kompromisspaket der Großen Koalition. In: Europäisches Zentrum für Föderalismus-Forschung (Hrsg.): Jahrbuch des Föderalismus 2006, Baden-Baden 2006, S. 139–157.
- Iris Kemmler: Arbeit und Ergebnisse der Föderalismuskommission im Bereich der Finanzbeziehungen zwischen Bund und Ländern. In: Europäisches Zentrum für Föderalismus-Forschung (Hrsg.): Jahrbuch des Föderalismus 2005. Föderalismus, Subsidiarität und Regionen in Europa. Baden-Baden 2005, S. 118–134.
- Gerhard Lehmbruch: Bundesstaatsreform als Sozialtechnologie? Pfadabhängigkeit und Verhandlungsspielräume im deutschen Föderalismus. In: Europäisches Zentrum für Föderalismus-Forschung (Hrsg.), Jahrbuch des Föderalismus 2000, Baden-Baden 2000, S. 71–93.
- Roland Lhotta, Heinz-Werner Höffken, Jörn Ketelhut: Von Fröschen, Sümpfen und Tauschgeschäften: Zur Logik des Scheiterns bundesstaatlicher Reformen im Beteiligungsföderalismus am Beispiel von Gesetzgebung und Gemeinschaftsaufgaben. In: Rudolf Hrbek, Annegret Eppler: Die unvollendete Föderalismus-Reform. Eine Zwischenbilanz nach dem Scheitern der Kommission zur Modernisierung der bundesstaatlichen Ordnung im Dezember 2004. Tübingen 2005, S. 15–42.
- Wolfgang Renzsch: Modernisierung der Finanzverfassung : Möglichkeiten und Grenzen, Friedrich-Ebert-Stiftung, Bonn 1999 (online).
- Wolfgang Renzsch: Finanzföderalismus in der deutschen Kommission zur Modernisierung der bundesstaatlichen Ordnung. In: Peter Bußjäger/Rudolf Hrbek (Hrsg.): Projekte der Föderalismusreform – Österreich-Konvent und Föderalismuskommission im Vergleich. Schriftenreihe des Instituts für Föderalismus, Band 96, 2005.
- Stefanie Schmahl: Bundesverfassungsgerichtliche Neujustierung des Bund-Länder-Verhältnisses im Bereich der Gesetzgebung. In: Europäisches Zentrum für Föderalismus-Forschung (Hrsg.): Jahrbuch des Föderalismus 2006. Föderalismus, Subsidiarität und Regionen in Europa. Nomos Verlagsgesellschaft, Baden-Baden 2006, S. 220–236.
- Norbert Röttgen: Die Arbeit der Kommission zur Modernisierung der Bundesstaatlichen Ordnung. Ein Zwischenbericht. In: Hermann-Josef Blanke (Hrsg.): Zustand und Perspektiven des deutschen Bundesstaaten. Tübingen 2005, S. 99–106.
- Fritz W. Scharpf: Nicht genutzte Chancen der Föderalismusreform. MPIfG Working Paper 06/2, Mai 2006 (online).
- Fritz W. Scharpf: Recht und Politik in der Reform des deutschen Föderalismus. MPIfG Working Paper 05/6, Juni 2005 (online).
- Fritz W. Scharpf: No Exit from the Joint Decision Trap? Can German Federalism Reform Itself?. MPIfG Working Paper 05/8, September 2005 (online).
- Roland Sturm: Föderalismusreform: Kein Erkenntnisproblem, warum aber ein Gestaltungs- und Entscheidungsproblem?. In: PVS, 46: 2, 2005, S. 195–203.
- Roland Sturm: Die Föderalismusreform: Gelingt der große Wurf?. In: Roland Sturm, Heinrich Pehle (Hrsg.): Wege aus der Krise? Die Agenda der zweiten Großen Koalition. Opladen und Farmington Hills 2006, S. 113–132.

### Nach Inkrafttreten veröffentlichte Schriften
- Hans-Peter Schneider: Der neue deutsche Bundesstaat. Bericht über die Umsetzung der Föderalismusreform I, Baden-Baden 2013.
- Aus Politik und Zeitgeschichte, Bilanz der Föderalismusreform I, APuZ 50/2006 (PDF).
- Jörn Ipsen: Die Kompetenzverteilung zwischen Bund und Ländern nach der Föderalismusnovelle, in: NJW 2006, S. 2801–2806.
- Ulrich Häde: Zur Föderalismusreform in Deutschland, in: JZ 2006, S. 930–940.
- Peter Selmer: Die Föderalismusreform – Eine Modernisierung der bundesstaatlichen Ordnung?, in: JuS 2006, S. 1052–1060.
- Alexander Thiele: Die Neuregelung der Gesetzgebungskompetenzen durch die Föderalismusreform – ein Überblick, in: JA 10/2006, S. 714–719.
- Hans-Joachim Koch, Susan Krohn: Umwelt in schlechter Verfassung? Der Umweltschutz nach der Föderalismusreform. Natur und Recht 28 (11), S. 673–680 (2006), ISSN 0172-1631
- Sascha Arnold: „Die Föderalismusreform in der Fallbearbeitung“, in: Bucerius Law Journal (BLJ) 1/2007, S. 1 ff. (www.law-journal.de)
- Uwe Müller, Benjamin Klein: The New Legislative Competence of „Divergent State Legislation“ and the Enactment of a Federal Environmental Code in Germany. Journal for European Environmental and Planning Law (JEEPL) Heft 3/2007, S. 181 ff., ISSN 1613-7272, Inhaltsangabe
- Thomas Hilpert: Verfassungsrechtliche Vorgaben für die Zahlungen nach dem EntflechtG ab 2014, InfrastrukturRecht Heft 9/2011, S. 202 ff.